# Шапки (станция)
Ша́пки — железнодорожная станция Октябрьской железной дороги, конечная на линии Тосно — Шапки. Располагается в южной части посёлка Шапки Тосненского района Ленинградской области. Построенная в 1912 году станция изначально предназначалась для вывоза добытого в её окрестностях песка и бутового камня, но достаточно быстро стала популярным дачным направлением. В XXI веке в зимний период до станции действуют бесплатные экспресс-электропоезда для лыжников.

## История
В 1884 году купец Фемистокл Петрококино приобрёл имение Балашово недалеко от Нурмы. Обнаружив неподалёку запасы песка и бутового камня, он заключил контракт с Николаевской железной дорогой на их поставку. Поначалу вывоз материалов осуществлялся по проложенной от Тосно дороге, но объёмы вывоза росли, и Петрококино задумал построить железнодорожную линию от станции Тосно. За проектом дороги он обратился к зятю владельца соседнего имения Александру Ольденборгеру, который получил образование в Институте гражданских инженеров. В строительстве дороги также помогал начальник участка Николаевской железной дороги Николай Эрк. Ветка была построена в 1907—1912 годах; на конечной станции, получившей название «Шапки», появились вокзал и двухэтажный дом для рабочих и служащих.
Ольденборгер также предлагал соединить линию не только с Николаевской, но и с Петербурго-Вологодской железной дорогой, доведя её до станции Назия, но эта идея закончилось на проведении изысканий. В 1915 году при строительстве дороги Петроград — Рыбинск предлагалось соединить Шапки с ней, для чего на перегоне Сологубовка – Малукса была построена станция Карбусель. Однако этот план не был исполнен.
Первоначально станция принимала только грузы, но достаточно скоро до неё стал ходить и пассажирский поезд. В карьерах возле станции велась добыча паровыми экскаваторами Путиловского завода, добытый песок шёл на строительство новых железных дорог и подсыпку существующих. После 1917 года станция, как и вся линия, не использовалась и была заброшена.
- Открытки из альбома «Виды Шапок» 1911 года
- Здание станции
- Вид на станцию с восточной горловины и дом служащих
- Погрузка песка паровым экскаватором

Популярно мнение, что станция Шапки была построена только в 1926 году. Оно связано, вероятнее всего, с тем, что до того момента станция не относилась к дорогам общего пользования. В 1926—1929 годах при присоединении Приморской (Сестрорецкой) линии к станции Ленинград-Финляндский, переходе Ириновской линии на широкую колею и завершении строительства южного полукольца сооружением станции Предпортовая потребовалось большое количество песка. Для транспортировки балластного песка, добытого в районе Кирсино-Малукса-Шапки, в 1926 году ветка от станции Тосно до Шапок была реконструирована, снова введена в строй и вошла в состав Октябрьской железной дороги.
Электрификация ветки от станции Тосно до Шапок была проведена по разным сведениям в 1960—1961 или в 1972 году.
На 1981 год на станции производились приём и выдача грузов повагонными отправками открытого хранения в местах общего пользования и на подъездных путях, а также продажа билетов и приём багажа на поезда местного и дальнего следования. Вплоть до 1990-х годов карьер возле станции действовал, также станция была популярным дачным направлением, к 2010 году пассажирское движение по станции незначительно сократилось.

## Описание
Станция Шапки расположена в одноимённом посёлке Тосненского района Ленинградской области. В 600 м к югу от платформы проходит автомобильная дорога Р40. К востоку и юго-востоку от платформы расположены песчаные карьеры. Станция имеет 3 пути и одну высокую боковую платформу.
Платформа является конечной остановкой для электропоездов, прибывающих из Тосно и Санкт-Петербурга. В зимний сезон станция Шапки является одной из станций назначения так называемых «Лыжных стрел» — электропоездов, следующих из Санкт-Петербурга до мест катания на лыжах с минимальным количеством остановок или вообще без них. Проезд на этих поездах бесплатный, в них также обустраивается место отдыха для лыжников на время катания.